# Operación Ganga
La Operación Ganga (en hindi: ऑपरेशन गंगा, romanizado: aupreshn gangaaa) es el nombre dado a una operación del gobierno de la India para proveer ayuda humanitaria, asistencia y una posible evacuación a los ciudadanos indios en Ucrania debido a la invasión rusa de ese país en 2022. La operación incluye asistencia mediante aviación civil a los ciudadanos que ya habían conseguido pasar la frontera a Rumanía, Hungría, Polonia, Moldavia y Eslovaquia.
La Fuerza Aérea India, inicialmente no contemplada en la estructura, fue incluida en la operación el 1 de marzo de 2022.

## Contexto
Según las estadísticas oficiales del Ministerio de Educación y Ciencia de Ucrania, había cerca de 18.000 estudiantes indios en el país. Los núcleos principales donde se encontrabanm estos estudiantes estaban en Kiev (Universidad Nacional Tarás Shevchenko, Universidad Nacional Bogolomets y Universidad Médica de Kiev) y Járkov (Universidad Nacional de Járkov).

## La operación
El gobierno indio, a través de su embajada en la capital ucraniana, avisó a sus ciudadanos de la idoneidad de abandonar el país ante el aumento de la tensión en la crisis ruso-ucraniana previa al inicio de la invasión. El aviso consiguió que aproximadamente 4.000 inidios abandonasen el país antes del estallido bélico del 24 de febrero.
El 26 de febrero, la embajada dio indicaciones a los estudiantes indios que aún permanecían en el país de no acudir a los saturados puestos fronterizos sin coordinarse previamente con la propia embajada. El 28 de febrero, un comunicado oficial del Ministerio de Asuntos Exteriores de la India avisó a todos los indios en Ucrania de que buscasen refugios en las poblaciones occidentales de Ucrania y que acudiesen a la frontera solamente después de coordinarse con las autoridades de la embajada.
El ministerio colgó un tuit ese mismo día dedicado a hablar de la Operación Ganga, que ya llevaba cuatro días en marcha.
El primer vuelo de la operación tuvo lugar el 26 de febrero, aunque la operación comenzó oficialmente el mismo 24, desde Bucarest, Rumanía, con destino a Delhi en la madrugada del 27 de febrero.  El mismo 27, 469 estudiantes fueron evacuados siguiendo protocolos aeroportuarios acordes a los protocolos Covid.
El primer ministro, Narendra Modi, es el máximo encargado de la operación, siendo parte de ella otros ministros así como altos diplomáticos del país. Jyotiraditya Scindia se encarga de Rumanía y Moldavia, Kiren Rijiju de Eslovaquia, Hardeep Singh Puri de Hungría y el general V. K. Singh de Polonia. El primer informe del primer ministro al presidente Ram Nath Kovind se dio el 1 de marzo de 2022.

## Zonas

### Situación en Ucrania
Albergues estudiantiles y refugios públicos en Ucrania proporcionan refugio gratuito a todos los ciudadanos extranjeros que no han podido evacuar del país. Los estudiantes indios enfrentan problemas para cambiar las divisas. 

#### Kiev
El 1 de marzo, el ministro de relaciones exteriores anunció que todos los ciudadanos indios en Kiev habían conseguido abandonar la capital, huyendo así de la ofensiva rusa sobre la capital ucraniana.

### Frontera
Algunos estudiantes indios reportaron a través de las redes sociales dificultades para pasar la frontera, especialmente la frontera polaca. El embajador de Polonia en la Indica clarificó que en esa situación de emergencia humanitaria, los puestos fronterizos se estaban viendo desbordados de trabajo, pero que se estaba proporcionando comida y alojo a todas las personas durante la duración del trámite.

### Situación en Rusia
Algunos estudiantes indios en Rusia se están preparando para una posible evacuación a la India dependiendo de la evolución del conflicto y de las sanciones a la Federación Rusa.

### Situación en la India
En la India, la embajada rusa en Nueva Delhi fue el foco de protestas el 25 de febrero de 2022 por parte de familiares de estudiantes indios que no habían logrado salir aún de la zona de combates.

## Rutas
Se han utilizado rutas terrestres para traspasar a los países fronterizos con Ucrania, salvo con Bielorrusia y Rusia. Desde las capitales de los países vecinos se han fletado vuelos directos a la India, en concreto a las ciudades de Delhi y Mumbai. Desde Moldavía se han utilizado rutas terrestres hacia Bucarest, en Rumanía, al no contar con vuelos con la India.

## Crítica
Varios estudiantes indios atrapados en Ucrania criticaron los esfuerzos de su gobierno en su evacuación, calificándolos como «insuficientes». Además, el 1 de marzo de 2022, un estudiante indio falleció en el bombardeo de Járkov por parte de las fuerzas rusas.